# Monstre del Llac Iliamna

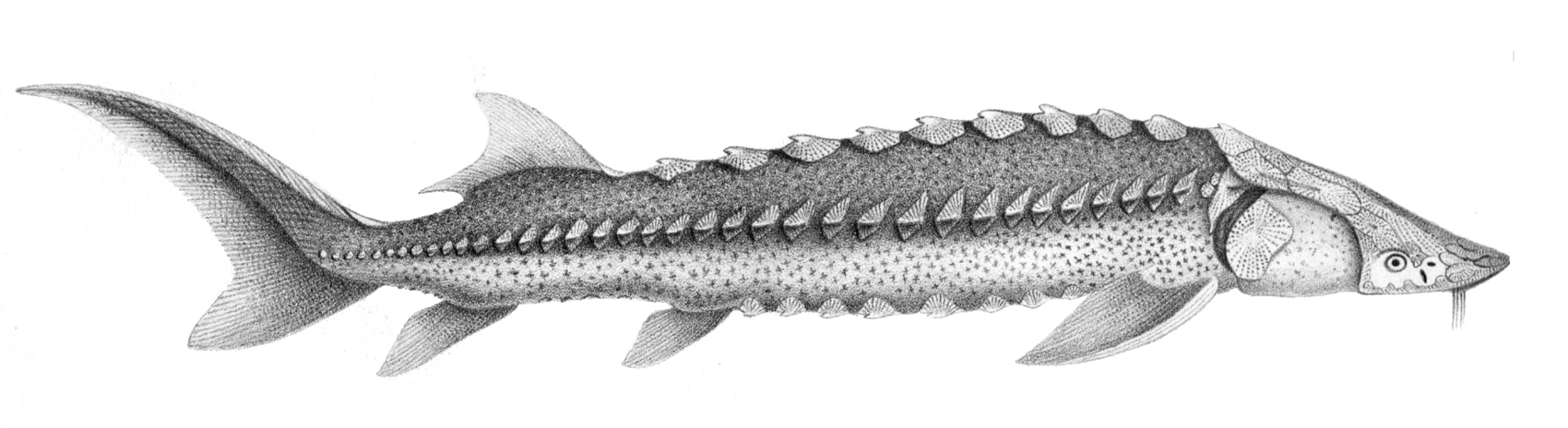
Esturió blanc, els biòlegs creuen que les llegendes poden estar basades en aquest peix

El monstre del Llac Iliamna, també conegut pels locals com a Illie, és un críptid que suposadament viu al Llac Iliamna, a prop d'Iliamna, Alaska. Les històries dels natius el descriuen com una bèstia que viu a les aigües.
Els primers documents on apareix el monstre provenen dels Tlingit nadius, els quals expliquen històries d'una criatura coneguda com la "Gonakadet". Va ser descrit com un animal gros que habita l'aigua, amb el cap i la cua similars a les d'un llop, i el cos com una orca. El Gonakadet era representat com un "déu peix", i va ser gravat en els pictogrames en les costes colombines d'Alaska i la Columbia Britànica. Altres informes primerencs del monstre van venir dels Aleut nadius, que expliquen històries de les criatures anomenades "Jig-ik-nak". Les criatures eren temudes i no eren caçades pels Aleut. Es van reportar molts més albiraments quan la gent va començar a volar a baixa altura sobre el llac amb el propòsit de veure a aquests "monstres". Els primers informes creïbles d'albiraments de peixos grans van arribar a la dècada dels 50. L'any 1979, l'Ancorage Daily News va oferir una recompensa de 100.000$ a qualsevol que pogués aportar proves concloents de provar l'existència dels peixos. Avui dia, l'existència del monstre no ha estat confirmada. Els albiraments han disminuït els últims anys.